# Serra de Maçaners (Alàs i Cerc)
|  | Aquest article tracta sobre la Serra de Maçaners d'Alàs i Cerc i Cava. Vegeu-ne altres significats a «Serra de Maçaners (Guixers)». |

La Serra de Maçaners és una serra situada als municipis d'Alàs i Cerc i Cava (Alt Urgell), amb una elevació màxima de 1.548 metres.